# トレ・モーガン
ジョン・エドワード・モーガン3世（John Edward Morgan III, 2002年7月16日 -  ）は、アメリカ合衆国ルイジアナ州ニューオーリンズ出身のプロ野球選手（一塁手、外野手）。左投左打。MLBのタンパベイ・レイズ傘下所属。

## 経歴
ルイジアナ州立大学時代は2年時の2022年にはアメリカ合衆国大学代表入りし、オランダで開催された2022 ハーレムベースボールウィークにも参加している。3年時の2023年にはポール・スキーンズらと共にカレッジワールドシリーズを経験している。同年7月にはMLBドラフト3巡目（全体88位）でタンパベイ・レイズから指名され、プロ入り。契約後、傘下のルーキー級フロリダ・コンプレックスリーグ・レイズでプロデビュー。A級チャールストン・リバードッグスでもプレーし、2チーム合計で16試合に出場して打率.39、1本塁打、6打点、4盗塁を記録した。
2024年はA級チャールストン、A+級ボーリンググリーン・ホットロッズ、AA級モンゴメリー・ビスケッツでプレーし、3チーム合計で101試合に出場して打率.324、10本塁打、68打点、20盗塁を記録した。

## プレースタイル
広角に打ち分ける好打者であり、一塁守備も優秀で将来はゴールドグラブ賞も獲得できると評される。

## 詳細情報

### 代表歴
- 2022 ハーレムベースボールウィーク 野球アメリカ合衆国代表（2022年）